# خوش‌رکاب
خوش‌رکاب سریالی ایرانی‌ست که توسط گروه حماسه و دفاع شبکه اول سیما و با کارگردانی علی شاه‌حاتمی محصول سال ۱۳۸۱ است. این سریال برای اولین بار در نوروز ۱۳۸۲ شبکه ۱ پخش شد.
سریال خوش‌رکاب در ۱۵ قسمت ساخته و پخش شد، دو سال بعد فصل دوم این مجموعه با عنوان خوش‌غیرت در ۱۴ قسمت تولید شد.

## بازیگران
در این سریال بازیگرانی چون محمد کاسبی، مجید صالحی، مریم سعادت، پویا امینی، امیر نوری، مونا فرجاد، اصغر نقی‌زاده و سید جلال طباطبایی به ایفای نقش پرداخته‌اند.

## داستان
«خوش‌رکاب» با بازی محمد کاسبی، داستان مردی است که به کامیون خود علاقهٔ بسیاری داشت. دلبستگی او به اندازه‌ای بود که حاضر نبود برای کمک رسانی به جبهه از کامیونش استفاده کند.

## جوایز و نامزدها
| ۱۳۸۲ | هفتمین دوره جشن حافظ |                              |               |          |
| ۱۳۸۲ | هفتمین دوره جشن حافظ | بهترین فیلمنامه تلویزیونی    | علی شاه حاتمی | نامزدشده |
| ۱۳۸۲ | هفتمین دوره جشن حافظ | بهترین بازیگر کمدی تلویزیونی | مجید صالحی    | نامزدشده |